# Кабалін Іван Андрійович
Іван Андрійович Кабалін (нар. 10 червня 1923 — пом. 15 листопада 1982) — радянський військовик, учасник німецько-радянської війни у ході якої також брав участь у битві за Дніпро. Герой Радянського Союзу (1944).

## Біографія
Народився 10 червня 1923 року в селі Олександрівка Комсомольського району Чувашії в сім'ї робітника. Росіянин. Закінчивши 7 класів працював токарем на Канашському вагоноремонтному заводі. 
У Червоній Армії із травня 1942 року. У боях німецько-радянської війни з липня 1942 року. Командир відділення мінометної роти 78-го гвардійського стрілецького полку (25-та гвардійська стрілецька дивізія (СРСР), 6-та армія, 3-й Український фронт) гвардії сержант Іван Кабалін відзначився в боях 23 жовтня 1943 року при розширенні плацдарму на правому березі Дніпра на північ від Запоріжжя. В ході відбиття контратак знищив до роти гітлерівців, придушив п'ять кулеметних точок противника.
22 лютого 1944 року гвардії сержанту Кабаліну Івану Андрійовичу присвоєно звання Героя Радянського Союзу з врученням ордена Леніна і медалі «Золота Зірка» (№ 2527).
Після війни продовжував службу в Збройних Силах СРСР.
З 1955 року молодший лейтенант І.А.Кабалін у запасі. У 1954 році закінчив Алатирський технікум залізничного транспорту. Працював токарем, потім директором Канашського вагонобудівного заводу. Помер 15 листопада 1982 року.